# Stopplaats Schaapsteeg
De stopplaats Schaapsteeg was een stopplaats aan de Betuwelijn nabij de Schaapsteeg bij Kesteren.
De stopplaats, met de verkorting Sps, werd in 1895 opengesteld, en er stopte alleen op maandag een trein en alleen om passagiers uit te laten stappen. In 1916 werd de stopplaats opgeheven. Bij de stopplaats was een wachtpost aanwezig met het nummer 23.